# میوه‌خورک نقاب‌دار
میوه‌خورک نقاب‌دار (نام علمی: Pipreola pulchra) نام یک گونه از سرده میوه‌خورک است.